# بوشویلر
بوشویلر (به فرانسوی: Buschwiller) یک کمون در فرانسه است که در canton of Huningue واقع شده‌است. بوشویلر ۴٫۱۶ کیلومتر مربع مساحت دارد ۳۱۵ متر بالاتر از سطح دریا واقع شده‌است.